# کالوینکل
کالوینکل (به آلمانی: Kahlwinkel) یک منطقهٔ مسکونی در آلمان است که در فینلاند واقع شده‌است. کالوینکل ۳۵۸ نفر جمعیت دارد.